# Косвенный налог
Ко́свенный нало́г — налог на товары и услуги, устанавливаемый в виде надбавки к цене или тарифу (ад валорем).
Собственник предприятия, производящего товары или оказывающего услуги, продаёт их по цене (тарифу) с учётом надбавки и вносит государству соответствующую налоговую сумму из выручки, то есть, по существу, он является сборщиком, а покупатель — плательщиком косвенного налога.

## История
Косвенные налоги в прошлом были более распространены, чем прямые налоги. В различных странах вводились акцизы на такие товары массового потребления как хлеб, мясо, соль, сахар, табак, спиртные напитки, спички, дрожжи, а также на предметы роскоши (например, введённый в 1775 году в Англии налог на пудру для париков).
Термин «косвенные налоги» встречается в законодательстве советского периода и в российском законодательстве постсоветского периода. Наиболее известные примеры использования понятия «косвенные налоги» связаны с законодательством об акцизах. Например, в п. 7 Декрета СНК РСФСР от 15.02.1923 «О порядке наложения взысканий за нарушение Постановлений о косвенных налогах (акцизах)» устанавливалось, что акциз и патентный сбор, взыскиваемые с нарушителей постановлений о косвенных налогах, обращаются полностью в доход казны. В российском законодательстве, принятом в рамках налоговой реформы начала 90-х гг., на законодательном уровне к косвенным налогам прямо относились только акцизы. Статьей 1 Закона РФ от 06.12.1991 N 1993-1 «Об акцизах»устанавливалось, что акцизы - это косвенные налоги, включаемые в цену товара (продукции).
Концепция налога на добавленную стоимость (НДС) как «универсального косвенного налога» была идеей немецкого промышленника, доктора Вильгельма фон Сименса в 1918 году. В наши дни этот налог, который был разработан, чтобы быть эффективным и относительно простым в сборе и применении, действует в более чем 140 странах мира.

## Виды косвенных налогов
- Индивидуальные (акцизы) — косвенные налоги, которые устанавливаются в процентах от продажной цены товара; они устанавливаются, как правило, на высокорентабельные товары для изъятия в доход государственного бюджета получаемой производителями сверхприбыли;

- Универсальные (налог на добавленную стоимость);

- Фискальные монополии — платежи, которые выплачиваются юридическими и физическими лицами за услуги, предоставляемые им государственными организациями; примерами фискальных монополий являются, например, плата за различные государственные лицензии, разрешения, оформление документов (гербовый сбор) и т. п. Также сюда относятся налоги с оборота.